# Max Parrot
Maxence "Max" Parrot (født 6. juni 1994 i Cowansville, Québec) er en professionel snowboarder fra Canada. 
Han vandt Winter X-Games Aspen 2014 i disciplinerne Big Air og Slopestyle. Året før blev han nummer to i slopestyle efter landsmanden Mark McMorris. 
Max Parrot har deltaget ved tre olympiske vinter-lege, og har vundet tre olympiske medaljer; sølv i Slopestyle i 2018, guld i Slopestyle i 2022 og bronze i Big Air i 2022